# Rio Dorobanţu
O Rio Dorobanţu é um rio da Romênia, afluente do Rio Ţibrin, localizado no distrito de Constanţa.